# Fridolin Ambongo Besungu
Mons. Fridolin Ambongo Besungu, O.F.M. Cap. (* 24. ledna 1960, Boto) je konžský římskokatolický kněz a metropolitní arcibiskup Kinshasy. Od roku 2019 je kardinálem.

## Život
Narodil se 24. ledna 1960 v Botu. V mladí vstoupil do Řádu menších bratří kapucínů.
Studoval v Římě a na Akademii Alfonsiana získal titul z morální teologie. Dne 14. srpna 1988 byl vysvěcen na kněze.
Po vysvěcení působil jako farář a později vystřídal funkce jako; profesor na Katolické fakultě v Kinshase, vyšší představený, viceprovinciál kapucínů v Kongu či člen výboru Cri du Pauvre.
Dne 22. listopadu 2004 jej papež Jan Pavel II. jmenoval biskupem diecéze Bokungu–Ikela. Biskupské svěcení přijal 6. března 2005 z rukou arcibiskupa Josepha Kumuondala Mbimby a spolusvětiteli byli arcibiskup Giovanni d'Aniello a kardinál Frédéric Etsou-Nzabi-Bamungwabi.
Od 30. října 2008 do 6. května 2015 působil jako apoštolský administrátor diecéze Kole.
Dne 5. března 2016 se stal apoštolským administrátorem arcidiecéze Mbandaka–Bikoro a dne 12. listopadu 2016 jej papež František jmenoval metropolitním arcibiskupem této arcidiecéze a apoštolským administrátorem diecéze Bokungu–Ikela.
Dne 24. června 2016 se stal vicepředsedou Národní biskupské konference Konga.
Dne 6. února 2018 byl jmenován arcibiskupem koadjutorem arcidiecéze Kinshasa. Dne 1. listopadu 2018 rezignoval kardinál Laurent Monsengwo Pasinya na post metropolitního arcibiskupa a on se stal jeho nástupcem.
Dne 5. října 2019 jej papež František kreoval kardinálem. 